# 300.
300. je prvo desetletje v 4. stoletju med letoma 300 in 309. 